# Podnikový informační systém
Podnikový informační systém, ve zkratce PIS, je typ informačního systému, který se užívá v podniku k podpoře a zlepšování funkcí jeho podnikových procesů. Umožňuje vyšší kvalitu služeb, práci s velkými objemy dat a je uzpůsobený pro velké podniky a organizace. Užívá se ve všech útvarech a na všech úrovních podniku.

## Oblasti využití
Pojem Podnikový informační systém je odvozen z anglického Enterprise Information System (EIS). Slovo enterprise [ˈentəˌpraɪz ˌɪnfəˈmeɪšən ˈsɪstəm] má více významů. Zpravidla slouží k označení velkých organizací, např. nadnárodních společností nebo organizací veřejného sektoru; v současnosti je však nadužíváno a může znamenat téměř cokoliv. Běžně se takto označují i malé a střední podniky (small and medium-sized enterprises). Každopádně ale má širší dosah než český podnik (tj. podnikatelský subjekt usilující o dosažení zisku).
Také v češtině lze podnikový informační systém chápat v tomto širším slova smyslu, tedy ne jako systém určený pouze pro podniky, ale i pro jiné organizace (ministerstva, úřady, univerzity, armádu atd.). Pokud však označení podnikový působí v daném kontextu nepřirozeně (např. tak může působit věta „Ministerstvo používá podnikový informační systém“), je možné ho vynechat. K tomu ostatně často dochází i kvůli úspornějšímu vyjadřování.

## Typy podnikových informačních systémů
Podnikové informační systémy jsou informační systémy, které provozují podniky a organizace s cílem zlepšit svou produktivitu, snížit náklady a zkvalitnit vlastní služby a produkty. Uchovávají v nich svá vlastní data, k nimž mají jejich pracovníci přístup odstupňovaný podle individuálně nastavených oprávnění.
Existuje velké množství různých typů podnikových informačních systémů. Ze všech nejčastěji se v podnicích a organizacích vyskytují a využívají systémy ERP. Systémy ERP jsou v současnosti tak běžné, že se mnohdy pod pojmem podnikový informační systém rozumí právě ERP.
Souhrnné informace o podnikových informačních systémech obsahuje článek Informační systém, v němž jsou také uvedeny odkazy na řadu dalších speciálních článků, věnovaných jednotlivým typům těchto systémů podrobněji.